# I Fantastici 4 e Silver Surfer
I Fantastici 4 e Silver Surfer (Fantastic Four: Rise of the Silver Surfer) è un film di supereroi del 2007 diretto da Tim Story, basato sui personaggi dei fumetti della Marvel Comics creati da Stan Lee e da Jack Kirby.
È il sequel de I Fantastici 4 (2005), di cui Story era già regista, con Jessica Alba, Michael Chiklis, Chris Evans, Ioan Gruffudd, Julian McMahon e Kerry Washington che tornano a interpretare i loro ruoli dal primo capitolo della saga. Fanno inoltre la loro apparizione Doug Jones nel ruolo di Silver Surfer e Beau Garrett nel ruolo di Frankie Raye. Nel film appare anche Galactus ma, a differenza del fumetto e delle serie animate, viene rappresentato come un'enorme e potente nube cosmica.
Il film è uscito nelle sale il 15 giugno 2007 negli Stati Uniti d'America, in Italia e in molti altri paesi europei.
L'accoglienza della critica fu generalmente mista, benché leggermente migliore rispetto al primo film. Il film incassò oltre 301 milioni in tutto il mondo, circa 30 milioni di meno del suo predecessore. Un terzo film era stato pianificato, ma alla fine fu cancellato a causa dei risultati deludenti al botteghino del film, del conflitto tra il regista e Jessica Alba e delle difficoltà da parte dei produttori nel trovare un nuovo regista per uno spin-off sul personaggio di Silver Surfer.

## Trama
Il matrimonio tra Reed Richards e Susan Storm, più conosciuti come Mister Fantastic e la Donna invisibile è ormai prossimo. Ma proprio in quei giorni l'intero pianeta è scosso da inquietanti fenomeni atmosferici, black out di massa e dall'apparizione di giganteschi crateri. Il generale Hager, che ha intuito la minaccia che si sta avvicinando, chiede aiuto ai Fantastici Quattro ed in particolare alla mente del gruppo, Reed, che già stava indagando privatamente sui fenomeni.
Il matrimonio viene interrotto da strani incidenti, fermati dalla squadra causati dallo strano essere. La Torcia Umana parte all'inseguimento dell'alieno e scopre che sembra uno strano surfista volante ricoperto d'argento, ma lo scontro dura poco e dimostra la potenza dell'essere che sembra del tutto intenzionato a distruggere la Terra. Dopo lo scontro Johnny scopre che qualcosa nei suoi superpoteri è cambiato:  riesce a scambiarli con quelli di un altro membro del gruppo e viceversa, con un semplice contatto fisico. Il gruppo così si mette alla ricerca della strana entità che pare provocare i fenomeni, riescono a individuare Surfer a Londra ma falliscono nuovamente.
Intanto a Latveria, il diabolico Victor Von Doom, alias il Dottor Destino, reso immobile dai Fantastici Quattro nel film precedente, viene risvegliato da Silver Surfer, grazie ai fenomeni che scatena al suo passaggio. Victor comincia a cercare l'alieno e quando lo trova i due hanno uno scontro nel quale ha la peggio; tuttavia scopre che il contatto con l'alieno lo ha guarito dalle piaghe che aveva al suo risveglio, che lo obbligavano a coprirsi il volto con cappuccio e maschera. Victor si mette così in contatto con il generale Hager, con il pretesto di collaborare con loro, così da poter sfruttare il gruppo per i suoi piani.
Intanto Reed scopre che i poteri del Surfer dipendono dalla sua tavola e, insieme ai suoi compagni, progetta un piano per separarlo da essa. Il piano viene attuato nella Foresta Nera in Germania, luogo previsto di apparizione di un nuovo cratere. Questa volta i Fantastici Quattro riescono a mettere alle strette Silver Surfer che separatosi dalla tavola cade al suolo; durante lo scontro l'alieno ha un dialogo con Susan, da cui si intuisce che non è cattivo.
Silver Surfer viene imprigionato in una base militare in Siberia dove viene torturato per ottenere informazioni su chi sia e su cosa stia succedendo, ma i metodi brutali non hanno successo. Sue riferisce ai suoi compagni del dialogo avuto con l'alieno durante lo scontro e incuriosita dalla strana entità riesce, sfruttando i suoi poteri, ad avvicinarsi ancora una volta ad esso, che dice di essere il servo di una feroce entità cosmica, Galactus (rappresentato come un'enorme nuvola), che assorbe l'energia termica e organica dei pianeti. Egli rivela inoltre che la sua attività, come servo, di sondare l'universo per trovare pianeti favorevoli a Galactus ha il solo scopo di poter salvare il proprio pianeta e la donna che ama.
Nel frattempo Victor riesce, convincendo i militari, a mettere le mani sulla tavola, acquisendo i poteri di Silver Surfer grazie ad un congegno, creato da lui in segreto mentre collaborava con Richards in grado di farlo fondere alla tavola così come fa l'alieno. Victor, impossessatosi della tavola, neutralizza i militari, uccide Hager e fugge a Shanghai.
I quattro e Silver Surfer, che si scopre chiamarsi Norrin Radd, si mettono quindi all'inseguimento di Doom utilizzando la Fantasticar, una macchina volante realizzata da Reed. Arrivati a Shanghai ingaggiano uno scontro dove sembra che Victor abbia la meglio; per riuscire a fermarlo, dopo che Susan si trova in punto di morte per essere stata gravemente ferita, i quattro infondono i loro poteri a Johnny, che in questo modo riesce a separare la tavola da Doom, distruggendo il congegno, che apparentemente annega nel fondo dell'oceano. Intanto Susan muore e ormai l'ombra di Galactus oscura il cielo.
Dopo essere salito sulla tavola ed aver riacquistato i suoi poteri, con un grande sforzo Silver Surfer riesce a riportare Susan in vita, ed infine decide di sacrificarsi, grazie a Johnny che spinge la sua tavola, consente all'alieno di entrare all'interno di Galactus, che sta già cominciando ad assorbire l'energia della Terra, attirando così al proprio interno la potenza distruttrice del divoratore di mondi che finisce per implodere, salvando il pianeta. Johnny grazie al secondo contatto scopre di essere guarito e di non scambiare più i poteri, Reed e Sue si sposano in Giappone e il gruppo continua a proteggere il proprio pianeta.
Nella scena dopo i titoli di coda si vede Silver Surfer, apparentemente morto per sconfiggere Galactus, galleggiare nello spazio separato dalla sua tavola che si trova a poca distanza da lui. L'inquadratura scorre mostrando Surfer aprire gli occhi e immediatamente richiamare la tavola che si mette in movimento volando verso di lui, suggerendo che non sia morto nello scontro.

## Produzione

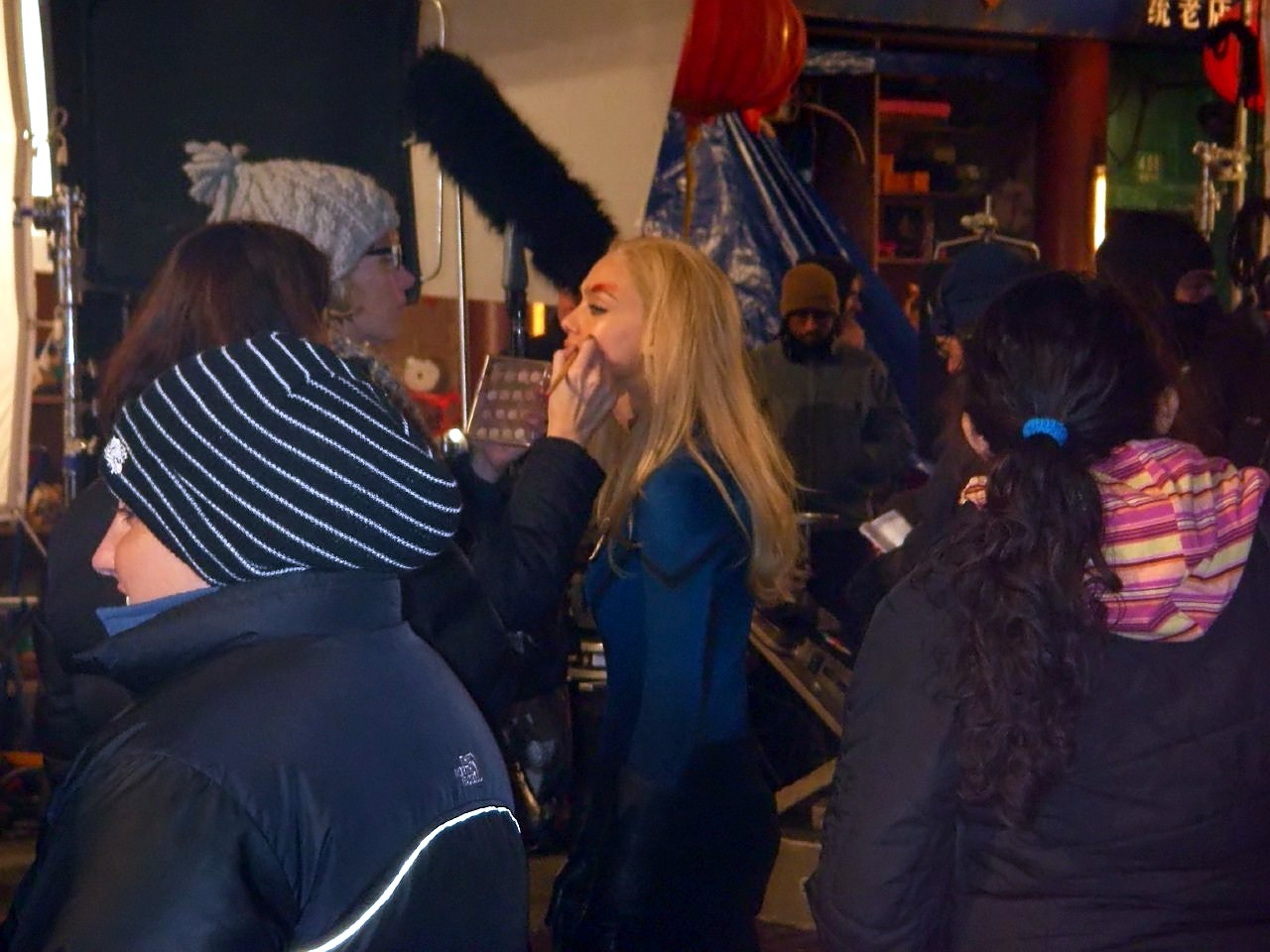
Jessica Alba al trucco sul set del film

Visto il successo al botteghino de I Fantastici 4 (330 milioni di dollari di incasso in tutto il mondo), la 20th Century Fox aveva già contattato a fine 2005 Tim Story (regista) e Mark Frost (sceneggiatore) per il sequel del film.
Frost e Don Payne hanno poi lavorato a soggetti separati, così da poter dare agli studios maggiore scelta. È stato Payne ad includere Silver Surfer nel soggetto, ispirandosi a Fantastic Four n. 48, in cui compare anche Galactus, oltre che ai numeri 57-60, in cui il Dottor Destino ruba i poteri di Silver Surfer, e ad alcune miniserie facenti parte dell'universo Ultimate.
Le riprese sono cominciate il 31 agosto 2006 e si sono concluse il 15 dicembre 2006. Il budget a disposizione era di circa 130000000 $, superiore di 30 milioni a quello del precedente film. Gran parte del montaggio del film è stato effettuato direttamente durante le riprese.

## Colonna sonora
La colonna sonora del film è stata pubblicata nel 2007 da Sony Classical Records.

### Tracce
1. Silver Surfer Theme
2. Galactus Destroys/Opening
3. Pursuing Doom
4. Wedding Day Jitters
5. Chasing the Surfer
6. Camp Testosterone/Meeting the Surfer
7. A Little Persuasion
8. Botched Heroics
9. Someone I Once Knew
10. The Future/Doom's Deal
11. Sibling Switch
12. Outside Help
13. Springing the Surfer
14. Doom's Double Cross
15. Mr. Sherman/Under the Radar
16. Four in One
17. Silver Savior/Aftermath
18. Gunshot Wedding
19. Norrin Radd

## Distribuzione

### Edizioni home video
La 20th Century Fox ha messo in commercio il film in DVD negli Stati Uniti d'America il 2 ottobre 2007, mentre in Italia l'11 ottobre 2007. Il film è disponibile nelle edizioni disco singolo e disco doppio e nella versione ad alta definizione in Blu-ray Disc.

## Accoglienza

### Incassi
Nel fine settimana di apertura, I Fantastici 4 e Silver Surfer è stato il film di maggior incasso al botteghino statunitense, raggiungendo circa $ 58 milioni, $ 2 milioni in più rispetto al suo predecessore. Nel suo secondo fine settimana, il film ha subito un calo del 66% e del 54% nel terzo fine settimana. Il film ha incassato 289 milioni di dollari in tutto il mondo, inclusi 131,9 milioni di dollari negli Stati Uniti e in Canada. Il budget era di $ 120-130 milioni.

### Critica
Su Rotten Tomatoes, il film detiene un indice di gradimento del 37% basato su 171 recensioni, con una valutazione media di 4,8/10. Il consenso dei critici del sito web recita: "Sebbene sia un miglioramento rispetto al suo predecessore, I Fantastici 4 e Silver Surfer è comunque un film giovanile e semplicistico che ha pochi benefici oltre ai suoi effetti speciali". Su Metacritic, il film ha un punteggio medio ponderato di 45 su 100, basato su 33 critici, indicando "recensioni miste o medie".
Joe Morgenstern del Wall Street Journal ha detto che il film è stato "più divertente che nell'originale" ma "non riesce a sostenere la sua modesta durata di 87 minuti". James Berardinelli di ReelViews.com ha definito il film "così poco brillante da far sembrare Spider-Man 3 un capolavoro al confronto".
Kevin Maher di The Times ha apprezzato il tono leggero del film dicendo "il film è tutto ciò che ti aspetteresti da un film iniziato nelle pagine di un fumetto degli anni '60: sgargiante, vertiginoso, emotivamente semplicistico, audacemente idiota e misericordiosamente breve".

## Riconoscimenti
- 2008 - Saturn Award
  - Candidatura Miglior film di fantascienza
- 2008 - Razzie Awards
  - Candidatura Peggior attrice protagonista a Jessica Alba
  - Candidatura Peggior coppia a Jessica Alba e Ioan Gruffudd
- 2007 - MTV Movie Awards
  - Candidatura Miglior blockbuster estivo non ancora uscito
- 2007 - Scream Award
  - Miglior supereroina a Jessica Alba
  - Candidatura Miglior supereroe a Michael Chiklis
  - Candidatura Miglior supereroe a Chris Evans
  - Candidatura Miglior trasposizione da fumetto a film
- 2007 - Teen Choice Awards
  - Candidatura Miglior film d'azione/avventura
  - Candidatura Miglior film d'azione/di avventura drammatico per l'estate
  - Candidatura Miglior attore di film d'azione/avventura a Chris Evans
  - Candidatura Miglior attrice di film d'azione/avventura a Jessica Alba
  - Candidatura Miglior fisico a Jessica Alba
  - Candidatura Miglior ballo a Ioan Gruffudd
  - Candidatura Miglior combattimento a Chris Evans e Julian McMahon
  - Candidatura Miglior cattivo a Julian McMahon
- 2008 - Golden Trailer Awards
  - Miglior teaser poster
- 2008 - Kids' Choice Awards
  - Miglior attrice a Jessica Alba
- 2007 - National Movie Awards
  - Candidatura Miglior film per la famiglia
- 2007 - Golden Schmoes Awards
  - Candidatura Peggior film dell'anno

## Differenze dal fumetto
Nel film, Silver Surfer è reso più debole rispetto al fumetto. Una di queste sue debolezze è data dalla sua connessione con la tavola da surf: nel film, Silver Surfer attinge potere dalla tavola, nel fumetto no (più volte dice: «Io sono il potere»). La tavola non ha un nome preciso nel fumetto (Silver Surfer la chiama "asse"), mentre nel film la si chiama "faro". Inoltre, è la tavola ad attirare Galactus sui pianeti nel film, mentre nel fumetto è Silver Surfer stesso. Altra differenza fra film e fumetto è il tempo in cui il Dottor Destino prende possesso della tavola. Nella saga scritta da Stan Lee e disegnata da Jack Kirby, Silver Surfer è da parecchio prigioniero sulla Terra, trattenuto dalla barriera invisibile posta dal suo padrone che voleva punirlo per il tradimento, e Destino lo invita nel suo castello per sottrargliela; nel film, il dittatore di Latveria si allea con l'esercito americano (fatto quasi impossibile per il Destino dei fumetti) per catturare Silver Surfer e sottrargli la tavola.
Galactus, nel film, è completamente diverso dal fumetto. Nel film, è solo una nube cosmica che divora pianeti, nel fumetto è un vero e proprio personaggio, dotato di design umanoide e di caratterizzazione che nel film sono stati omessi. In una sequenza tuttavia si intravede l'ombra della nube cosmica di Galactus, che nella sua forma ricorda in maniera esplicita la rappresentazione che ne viene data nell'universo classico Marvel.